# Amphignostis nephelocentra
Amphignostis nephelocentra är en fjärilsart som beskrevs av Edward Meyrick 1934. Amphignostis nephelocentra ingår i släktet Amphignostis och familjen mott. Inga underarter finns listade i Catalogue of Life.